# 마르쿠스 울피우스 트라야누스 (트라야누스의 아버지)

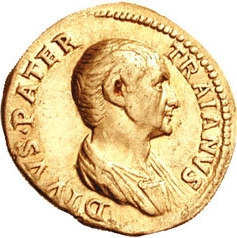
선대 마르쿠스 울피우스 트라야누스가 신격화된 뒤에 그를 기념하는, 트라야누스 황제 시기인 서기 115년경에 주조된 로마의 아우레우스의 뒷면.

마르쿠스 울피우스 트라야누스 (Marcus Ulpius Trajanus, 서기 29년경 – 98년 이전)는 1세기 경에 살았던 로마의 원로원의원이며, 로마 황제 트라야누스의 아버지이다.

## 가정
트라야누스는 본래 움브리아의 도시 투데르에서 유래한 울피아 씨족 가문의 일원이지만, 오늘날 세비야 북동쪽이자 산티폰세의 북쪽에 해당하는, 로마의 히스파니아 바이티카 속주에 이탈리카라는 로마 식민지에서 태어나고 자랐다. 이 식민도시는 스키피오 아프리카누스가 카르타고와 전쟁으로 인한 부상당하고 더이상의 활동이 불가능한 퇴역병사들의 정착지로서 기원전 206년에 세운 것이었다. 아일리아 씨족, 트라이아 씨족들처럼, 울피아 씨족은 이 도시의 주도적인 로마 가문들에 속했다. 트라이아 씨족에서 울피아 씨족과 혼인하여, 트라야누스라는 코그노멘을 부여해준 트라야누스의 선조들이 나왔다. 트라야누스의 아버지가 로마에서 파트리키에 속했기에, 그의 할아버지도 이미 로마 원로원 인물이었을 확률이 아주 높다. 트라야누스 어머니의 조상은 알려져 있지 않다. 트라야누스의 자매 울피아는 푸블리우스 아일리우스 하드리아누스 아페르의 어머니이자, 하드리아누스 황제의 조모였다. 트라야누스는 마르키아라는 로마 귀족 여성과 결혼했다. 마르키아는 티투스의 둘째 부인인 마르키아 푸르닐라의 언니로, 이런 점이 남편의 경력을 더욱 발전시키도록 하였다. 이들 사이에는 딸 울피아 마르키아나와 아들 장차 로마 황제 트라야누스가 되는 마르쿠스를 두었다. 이들 부부는 살로니나 마티디아의 조부모이기도 하였다.

## 경력
트라야누스의 생애 연대는 불확실하다. 그는 클라우디우스 재위 시절에 원로원 의석을 가지고 있었던 것으로 보인다. 네로 시기에, 그는 그나이우스 도미티우스 코르불로 장군 휘하에서 한 군단을 지휘했던 것으로 추정하고, 제1차 유대-로마 전쟁 기간 중, 서기 67년부터 68년까지 그는 당시 유대 총독이자, 미래의 황제인 베스파시아누스 휘하에서 제10군단을 지휘하며, 그와 친분을 쌓게 되었다. 제국의 황제위를 계승한 후에 베스파시아누스는 트라야누스에게 카파도키아 총독직을 수여하고 서기 72년 9월과 10월의 보좌 집정관에 임명하며, 트라야누스의 군사적 공적들을 표창하였다.{{efn-lr|Gallivan는 파스티 오스티센스의 E 서판의 파편들에 대한 자신의 정리를 근거로 하여, 트라야누스의 집정관직을 서기 70년으로 잡았다. 그러나, 이후에 파편들의 복원으로 Vidman이 트라야누스의 임기를 72년 9월과 10월로 확정하게 해주었다. 집정관직을 마친 후, 트라야누스는 73년부터 74년까지 시리아 총독으로 있었고, 그 후에는 79년부터 80년까지 아시아의 프로콘술로 있었다. 그는 또한 히스파니아 바이티카의 총독이기도 했지만, 임명 시기는 알려져 있지 않다. 시리아 총독 시절에, 트라야누스는 파르티아의 침입을 막아내기도 했다.

## 유산
트라야누스는 말년을 영예과 명예 속에서 살았다. 간접적인 증거들이 그가 아들이 황제에 오르기 전인 서기 98년에 사망했을 것이라 나타낸다. 100년 무렵에, 그의 아들이 북아프리카에 식민지를 세웠고, 아버지의 이름을 딴 Colonia Marciana Ulpia Trajana Thamugadi라는 이름 붙였고, 현재는 알제리의 팀가드라는 마을로 알려져 있다. 113년에, 아버지 트라야누스는 아들이 신격화시켰고, 이에 따른 그의 경칭은 Divus Trajanus Pater이었다.

## 같이 보기
- 울피아 씨족

### 인용 자료
- Bennett, Julian (1997). 《Trajan: Optimus Princeps : a Life and Times》. Routledge. ISBN 978-0-415-16524-2. 2020년 3월 26일에 확인함.
- Gallivan, Paul (1981). “The Fasti for A.D. 70–96*”. 《The Classical Quarterly》 31 (1): 186–220. doi:10.1017/S0009838800021194. ISSN 1471-6844. 2020년 3월 26일에 확인함.
- Strobel, Karl (2010). 《Kaiser Traian: eine Epoche der Weltgeschichte》 (독일어). Friedrich Pustet. ISBN 978-3-7917-2172-9. 2020년 3월 26일에 확인함.

### 일반 자료
- “Roman Emperors - DIR Trajan”. 《Roman Emperors》. 2020년 3월 26일에 확인함.
- “Roman Emperors DIR Roman legions”. 《Roman Emperors》. 2020년 3월 26일에 확인함.